# Bon Zard-e Soflá
Bon Zard-e Soflá (persiska: بُن زَردِ پائين, بُن زَرد سُفلَى, بُن زَرد, Bon Zard-e Pā’īn, بن زرد سفلى) är en ort i Iran.   Den ligger i provinsen Kohgiluyeh och Buyer Ahmad, i den centrala delen av landet, 500 km söder om huvudstaden Teheran. Bon Zard-e Soflá ligger 1 729 meter över havet och antalet invånare är 883.
Terrängen runt Bon Zard-e Soflá är kuperad åt sydväst, men åt nordost är den bergig.Runt Bon Zard-e Soflá är det ganska tätbefolkat, med 75 invånare per kvadratkilometer. Närmaste större samhälle är Mārgown, 19,1 km väster om Bon Zard-e Soflá. Omgivningarna runt Bon Zard-e Soflá är i huvudsak ett öppet busklandskap.